# Кослада
Кослада (ісп. Coslada) — муніципалітет в Іспанії, у складі автономної спільноти Мадрид. Населення — 91 218 осіб (2010).
Муніципалітет розташований на відстані близько 11 км на схід від Мадрида.

## Демографія
Динаміка населення (INE ):

## Галерея зображень

Розташування муніципалітету у автономній спільноті Мадрид
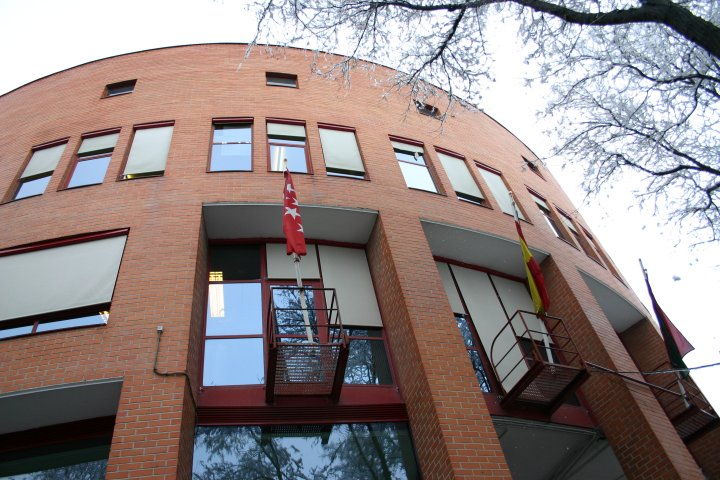
Муніципальна рада
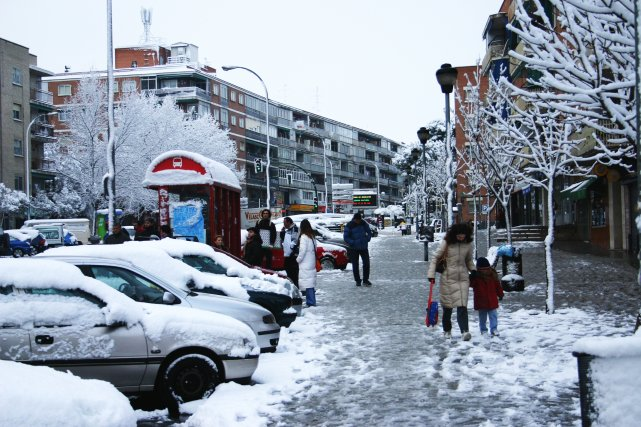
Кослада взимку